# Rio de Janeiro
Rio de Janeiro (portugisiska: [ˈχiw d(ʒi) ʒɐˈne(j)ɾu]

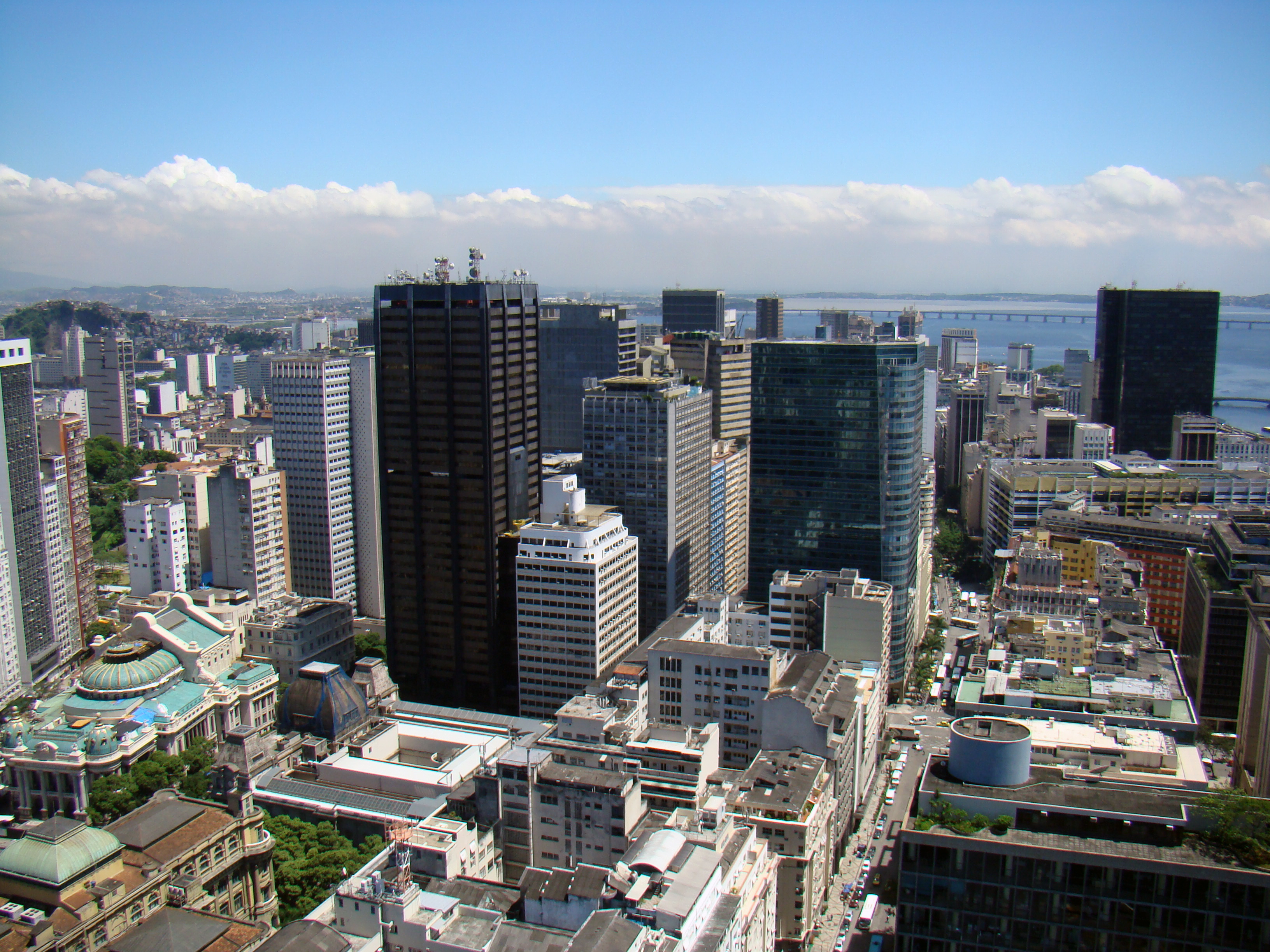
Utsikt över centrala Rio de Janeiro.

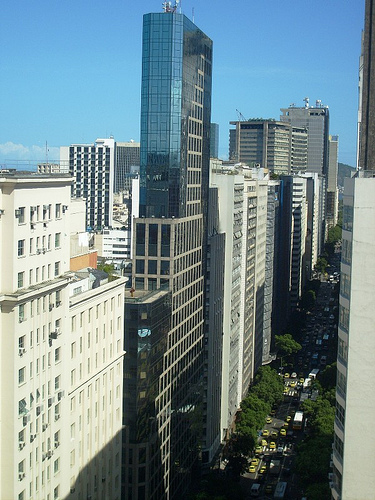
Avenida Rio Branco, ett finanscentrum i staden.

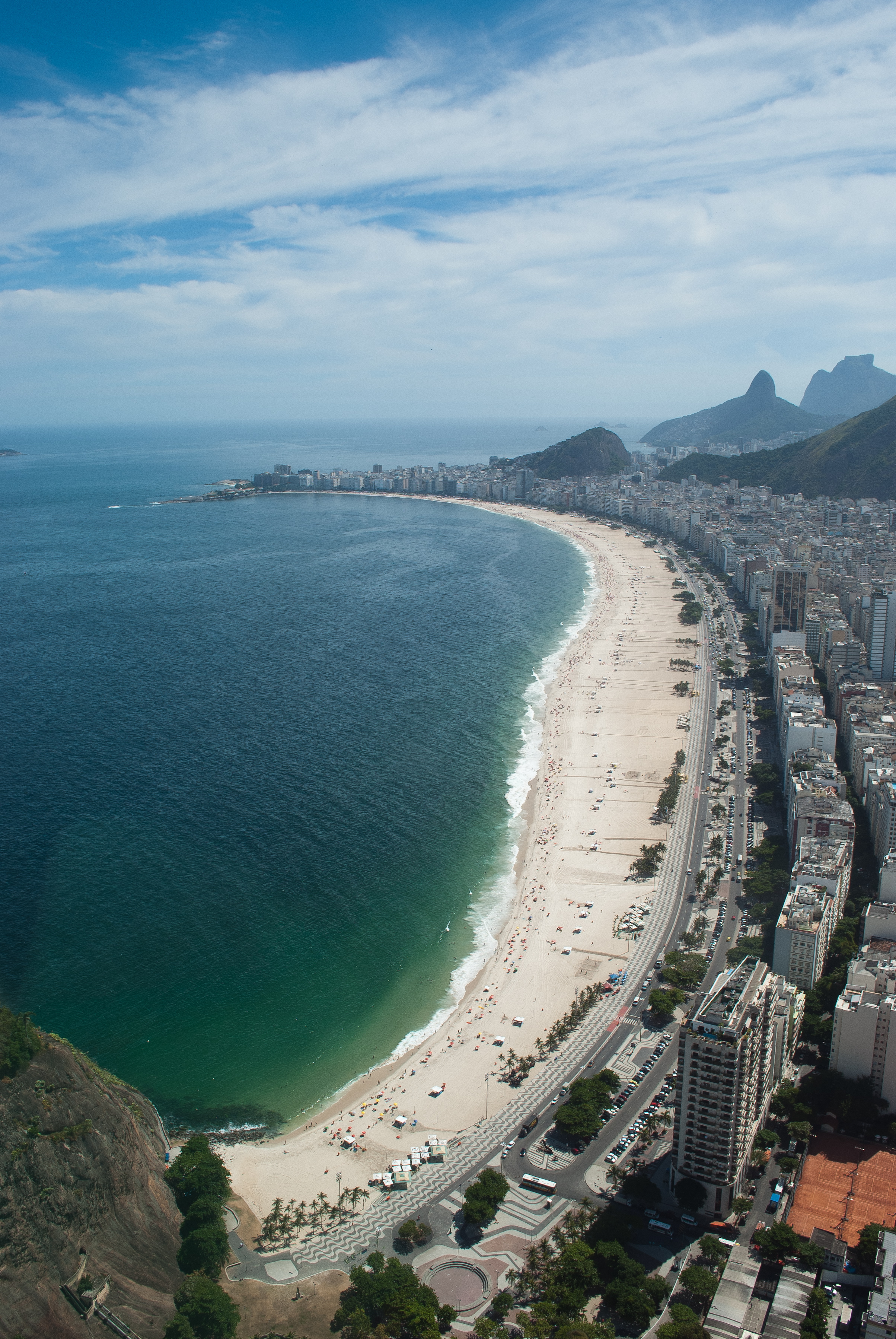
Copacabana.

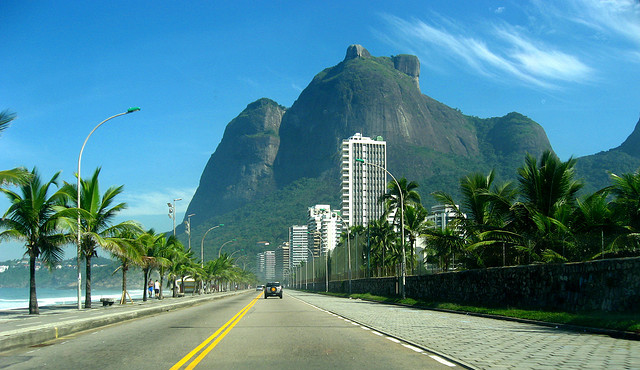
Berget Pedra da Gávea.

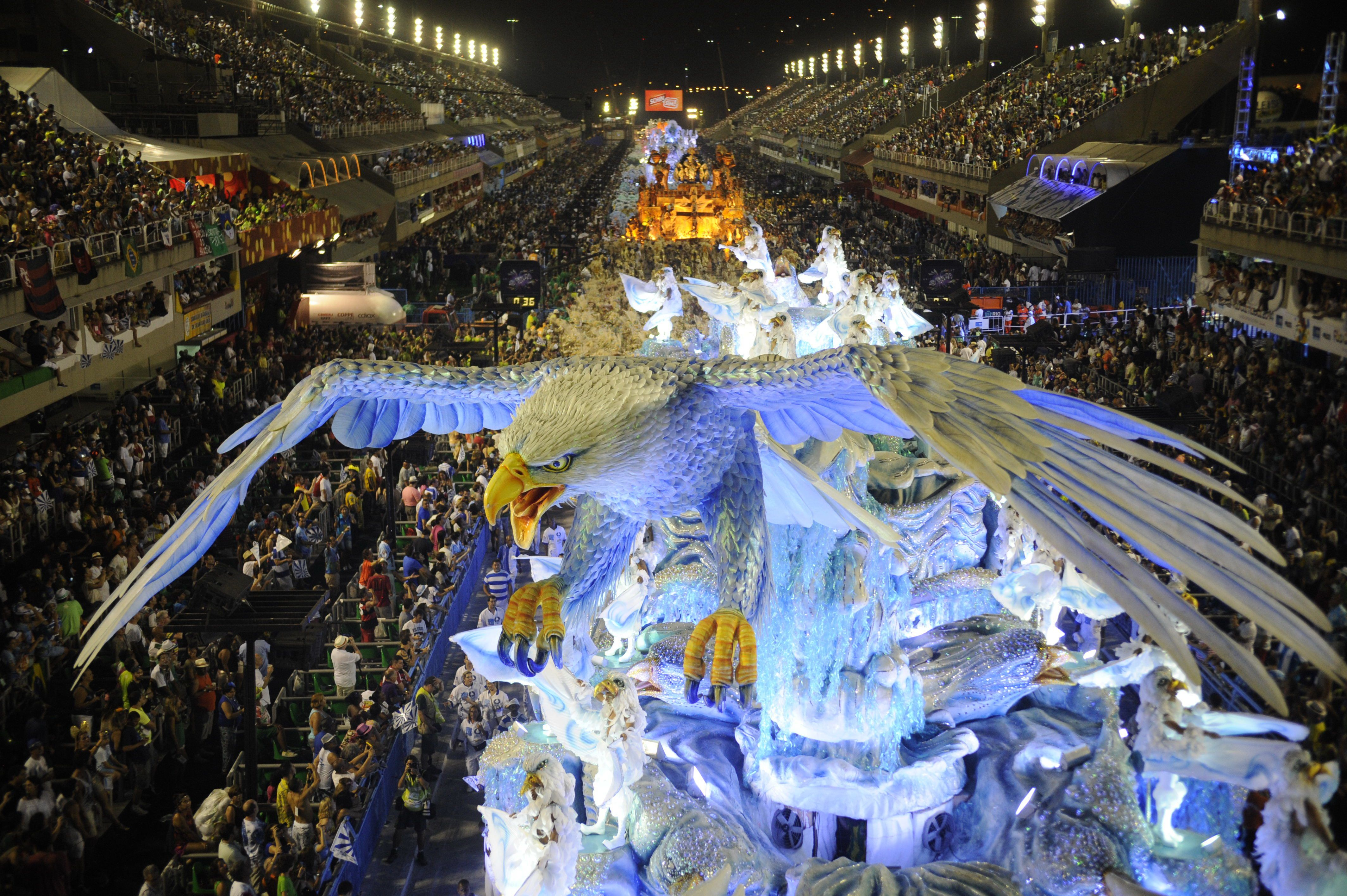
Karnevalen i Rio de Janeiro.

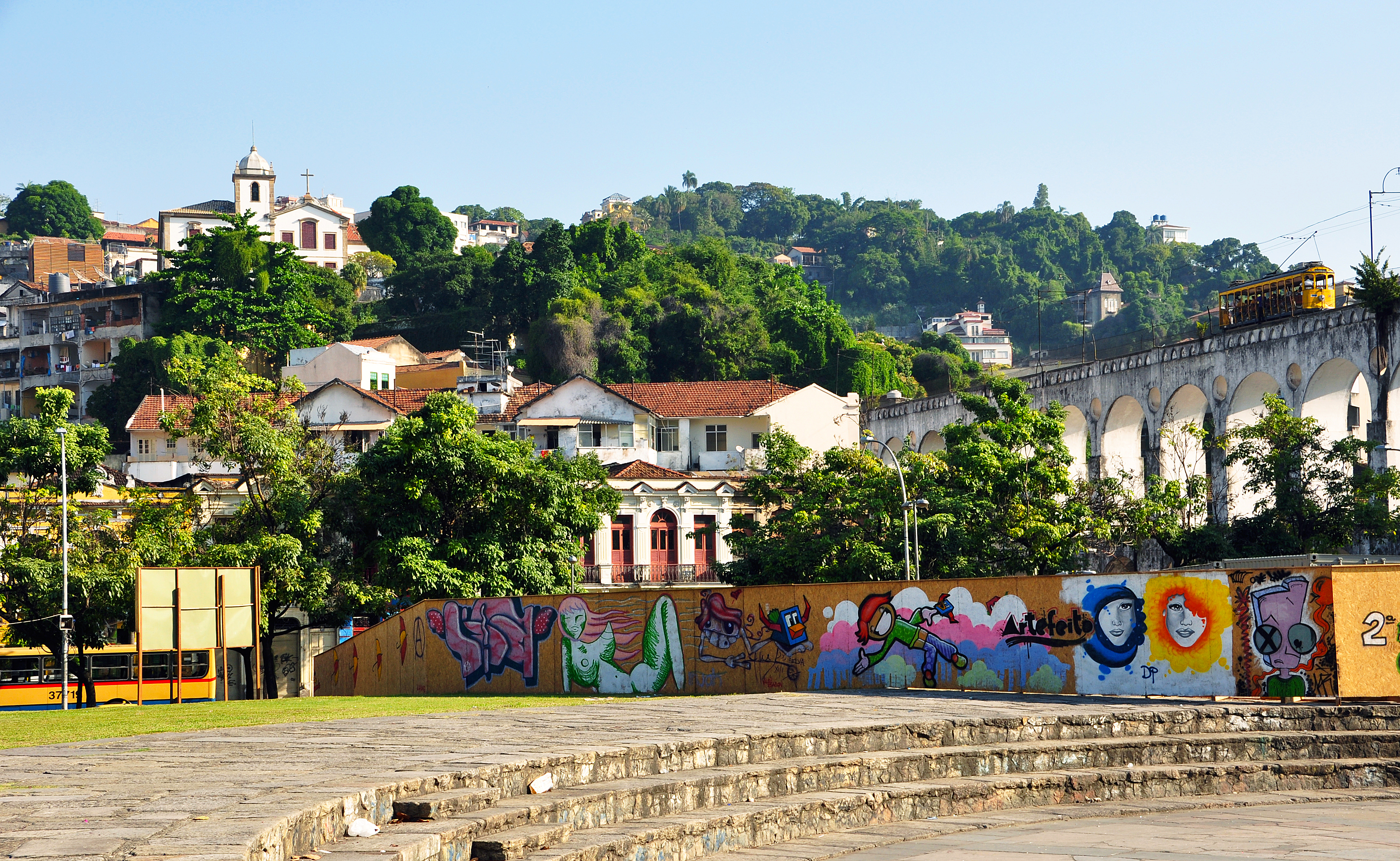
Santa Teresa.

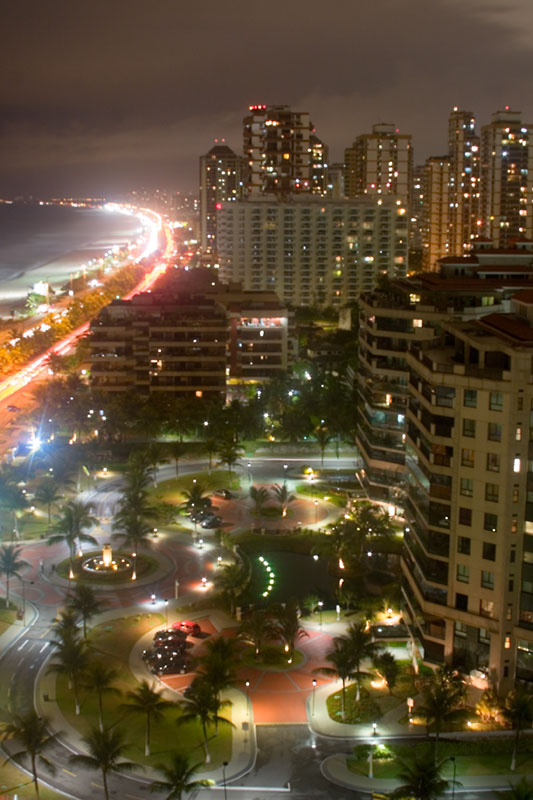
Barra da Tijuca.

 ( lyssna)), eller bara Rio är en stad i Brasilien och är huvudstad i delstaten med samma namn. Rio är Brasiliens näst största stad, och Nord- och Sydamerikas sjätte största stad. Folkmängden uppgår till cirka 6,5 miljoner invånare, med totalt 12,3 miljoner i hela storstadsområdet. Delar av staden har utsetts till världsarv av FN-organet Unesco.
Rio de Janeiro ligger vid Brasiliens sydöstra kust. Staden är kanske mest känd för sin karneval. Vissa anser att Rio är en av världens vackraste städer där höga berg inlindade i regnskog kastar sig rakt ner i havet. År 2016 hölls de olympiska sommarspelen i Rio.
Bland de mest kända stadsdelarna i Rio finns Leme (där Atlantkusten börjar), Copacabana, Ipanema och Barra da Tijuca. Invånarna i Rio kallas cariocas. Internationell flygplats, Galeão (GIG), inrikesflygplats i centrala Rio Santos Dumont (SDU).

## Historia

### Kolonial historia
Området där Rio de Janeiro är beläget nåddes i januari 1502 av portugisiska upptäcktsresanden. Eftersom de trodde att Guanabarabukten var en flodmynning fick området namnet Rio de Janeiro, vilket betyder januarifloden på portugisiska. På 1540- och 1550-talen började dels portugiser och dels franska hugenotter slå sig ner i området. Fransmännen drevs bort av portugiserna 1567.
Själva staden grundades inte förrän den 1 mars 1565 av den portugisiska riddaren Estácio de Sá, som kallade den São Sebastião do Rio de Janeiro (S:t Sebastian av Januarifloden), till kung Sebastian I av Portugals ära. I århundraden kallades platsen São Sebastião i stället för den nuvarande populära andra delen av namnet. Staden attackerades ofta av pirater och kapare, speciellt av fiender till Portugal, som Nederländerna och Frankrike.
1763 blev Rio de Janeiro säte för vicekungen i Brasilien istället för Salvador, fortsatte som huvudstad vid Brasiliens självständighet 1822 och förblev så tills den 21 april 1960 då Brasília blev ny huvudstad.

### Kejsardömet
År 1808 flydde den portugisiska kungliga familjen från Napoleons trupper och flyttade till Rio de Janeiro. Därmed flyttades Portugals huvudstad till Brasilien. 1815 besegrades Napoleon och den kungliga familjen kunde flytta tillbaka till Portugal. Men prins Peter valde att stanna kvar i Rio de Janeiro. Då bildades det Förenade kungariket Portugal, Brasilien och Algarve med två huvudstäder, Lissabon och Rio de Janeiro. Men det blev inte utan konflikter.1821 utropade prins Peter självständighet från Portugal och tog sig titeln Kejsare av Brasilien. 
Portugal erkände inte Brasiliens självständighet förrän 1825. Samma år föddes den blivande kronprins Pedro i palatset  São Cristóvão, i Rio de Janeiro.
Kejsarens sommarpalats Petrópolis började byggas 1831. Det ligger uppe i bergen på vägen mellan Rio de Janeiro och Ouro Preto i Minas Gerais. Den första järnvägen i Brasilien byggdes mellan Rio de Janeiro och Petrópolis.
Den första telegraflinjen kom till Rio 1852. Den gick från kejsarens palats São Cristóvão till militärförläggningen vid Campo de Santana.
Handel med slavar förbjöds efter engelska påtryckningar 1831. Men tillflödet fortsatte, 1819 fanns 145 000 i delstaten Rio de Janeiro. År 1840 hade det ökat till 220 000. Först 1850 upphörde handel med slavar från Angola. 1871 kom en lag om frihet för barn som fötts av en slavkvinna. Slaveriets slutliga avskaffande kom inte förrän 1888.

### Gamla republiken
Slaveriets avskaffande blev en ekonomisk katastrof för haciendaägarna i södra Brasilien och de skyllde det kaos som uppstod på kejsaren. Kyrkan skiljdes från staten och armén beskyllde politikerna för vanvård. Kejsaren var gammal och trött och det var bara en tidsfråga innan kejsardömet skulle falla. Den 15 november 1889 omringades kejsarpalatset och regeringsbyggnaderna i Rio de Janeiro. Arméchefen marskalk Deodoro da Fonseca deklarerade att den kejserliga dynastin avsatts och utropade Republiken Brasilien.

## Geografi

### Klimat
Staden ligger inom den tropiska zonen och närheten till Amazonas regnskog ger staden ett fuktigt tropiskt klimat.
|                                            | Jan | Feb | Mar | Apr | Maj | Jun | Jul | Aug | Sep | Okt | Nov | Dec |
| ------------------------------------------ | --- | --- | --- | --- | --- | --- | --- | --- | --- | --- | --- | --- |
| Normaldygnets maximitemperaturs medelvärde | 30  | 30  | 29  | 27  | 26  | 25  | 24  | 25  | 25  | 26  | 27  | 28  |
| Normaldygnets minimitemperaturs medelvärde | 22  | 22  | 22  | 20  | 18  | 17  | 16  | 17  | 18  | 19  | 20  | 21  |
|                                            |     |     |     |     |     |     |     |     |     |     |     |     |
| Nederbörd                                  | 139 | 116 | 110 | 120 | 118 | 80  | 71  | 55  | 78  | 83  | 130 | 163 |

| Diagram | temperaturer i °C • månadsnederbörd i mm | temperaturer i °C • månadsnederbörd i mm | temperaturer i °C • månadsnederbörd i mm | temperaturer i °C • månadsnederbörd i mm | temperaturer i °C • månadsnederbörd i mm | temperaturer i °C • månadsnederbörd i mm | temperaturer i °C • månadsnederbörd i mm | temperaturer i °C • månadsnederbörd i mm | temperaturer i °C • månadsnederbörd i mm | temperaturer i °C • månadsnederbörd i mm | temperaturer i °C • månadsnederbörd i mm | temperaturer i °C • månadsnederbörd i mm |
|         | 139 30 22                                | 116 30 22                                | 110 29 22                                | 120 27 20                                | 118 26 18                                | 80 25 17                                 | 71 24 16                                 | 55 25 17                                 | 78 25 18                                 | 83 26 19                                 | 130 27 20                                | 163 28 21                                |

| Jan   | Feb   | Mar   | Apr   | Maj   | Jun   | Jul   | Aug   | Sep   | Okt   | Nov   | Dec   |
| ----- | ----- | ----- | ----- | ----- | ----- | ----- | ----- | ----- | ----- | ----- | ----- |
| 25 °C | 26 °C | 26 °C | 25 °C | 24 °C | 23 °C | 22 °C | 22 °C | 22 °C | 22 °C | 23 °C | 25 °C |

Temperaturen i havet brukar vara runt 22 °C som kallast i augusti och runt 26 °C som varmast i mars.

### Stadsdelar
Stadsförvaltningen delar in staden i 33 administrativregioner (Regiões Administrativas eller RA) och 159 stadsdelar (Bairros).
Rio delas in naturligt i fyra zoner: det historiska centrumet (centro), det turistvänliga syd med populära stränder, den industrialiserade norra zonen och det nya området i väst med Barra da Tijuca.

### Centro och Zona Portuária
Centro är stadens historiska centrum, här finns den historiskt intressanta byggnaden Paço Imperial, byggd under kolonialtiden som residens till de portugisiska guvernörerna. Många intressanta kyrkor som den modena katedralen Candelária, teatrar och flera museer. Centro är stadens affärsdistrikt. ”Bondinho” är en spårvagn som går från centrum och ringlar sig upp till den historiskt intressanta Santa Teresa. Spårvagnen går över akvedukten i Lapa, byggd år 1750 och ombyggd till spårvagnsspår 1896. Lapa har efter restaurering blivit ett av de hetaste områdena.

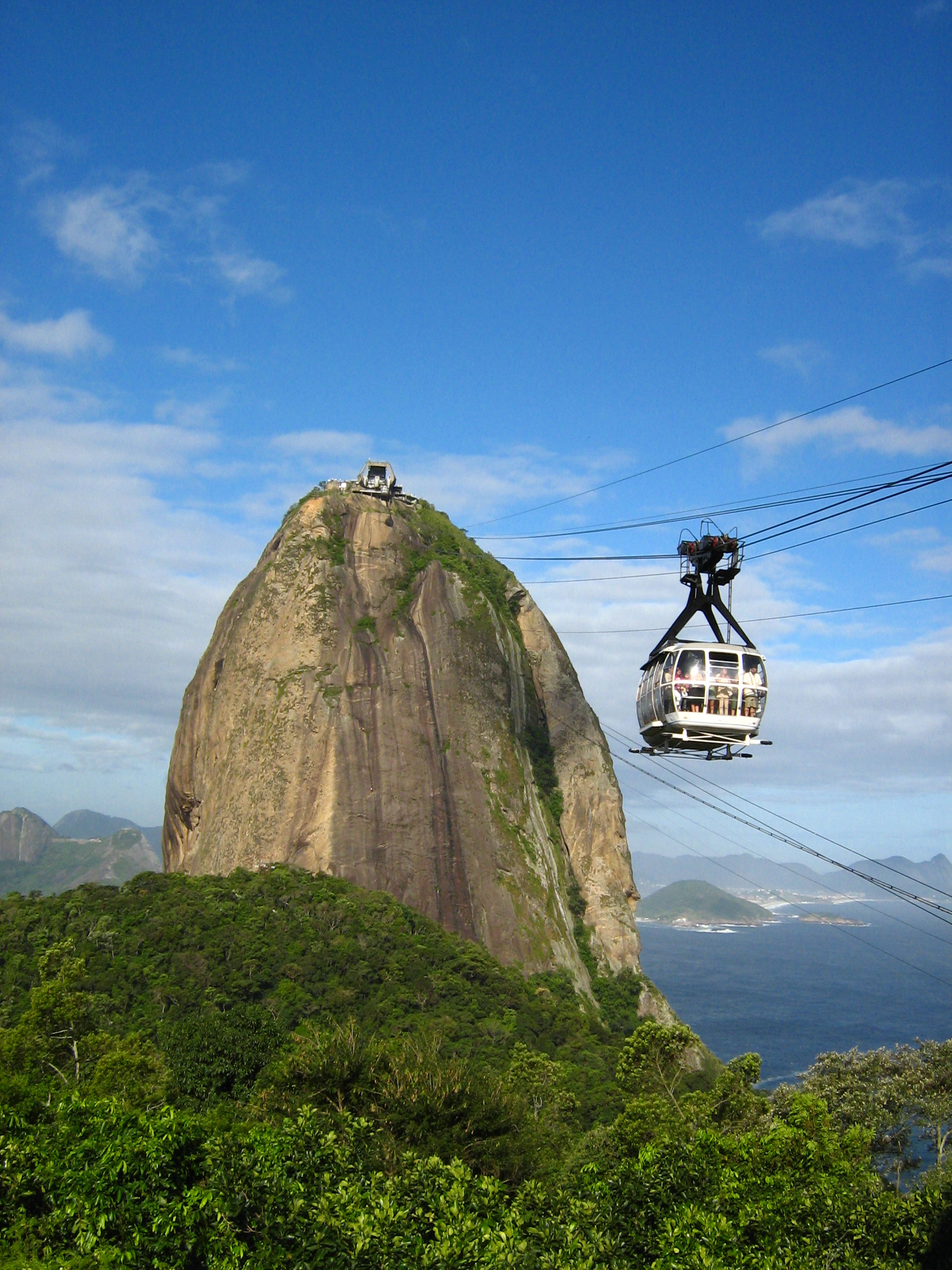
Sockertoppen
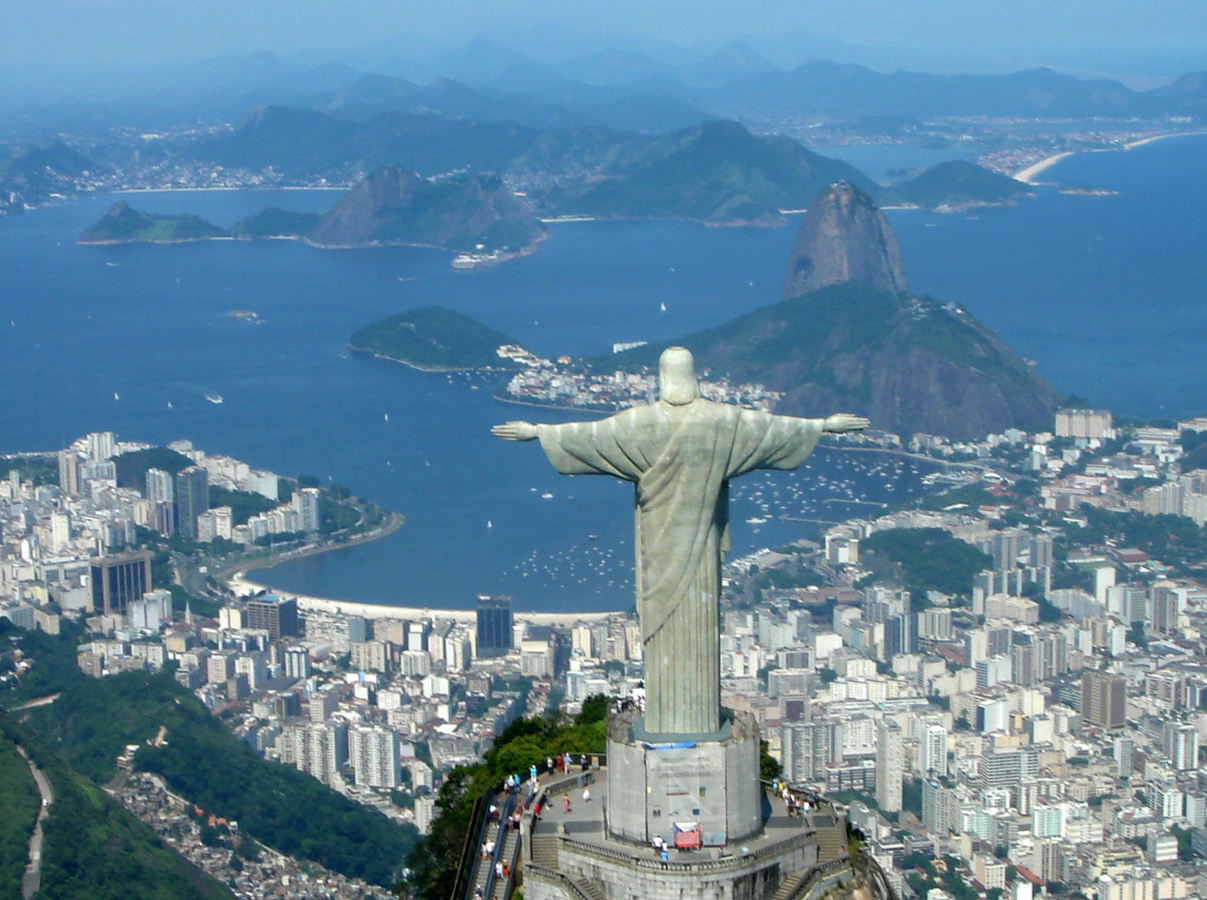
Cristo Redentor
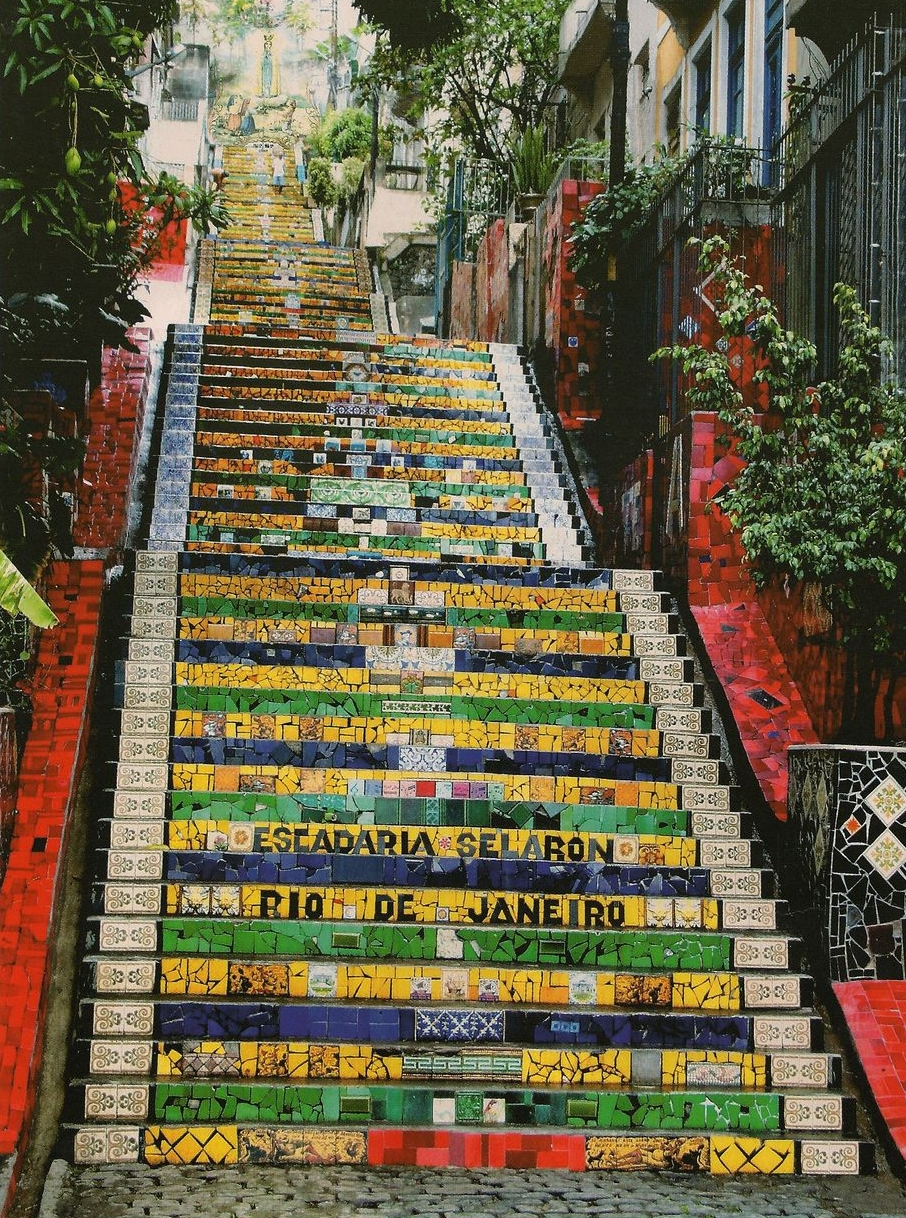
Escalera Seleron
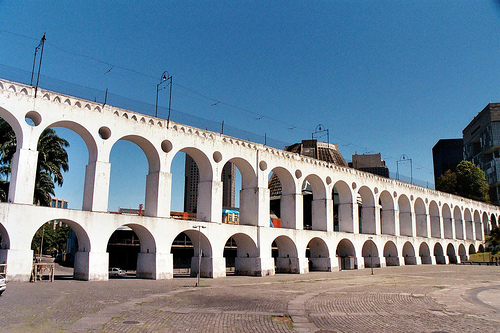
Akvedukten i Lapa.
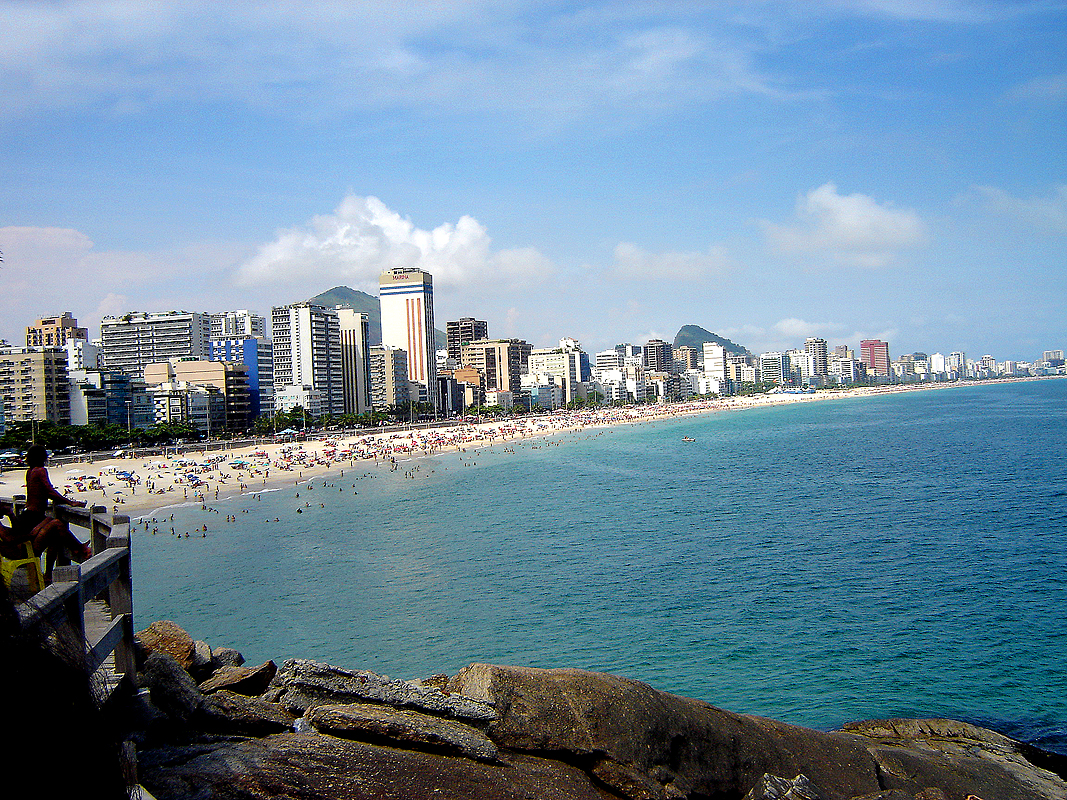
Leblon och Ipanema
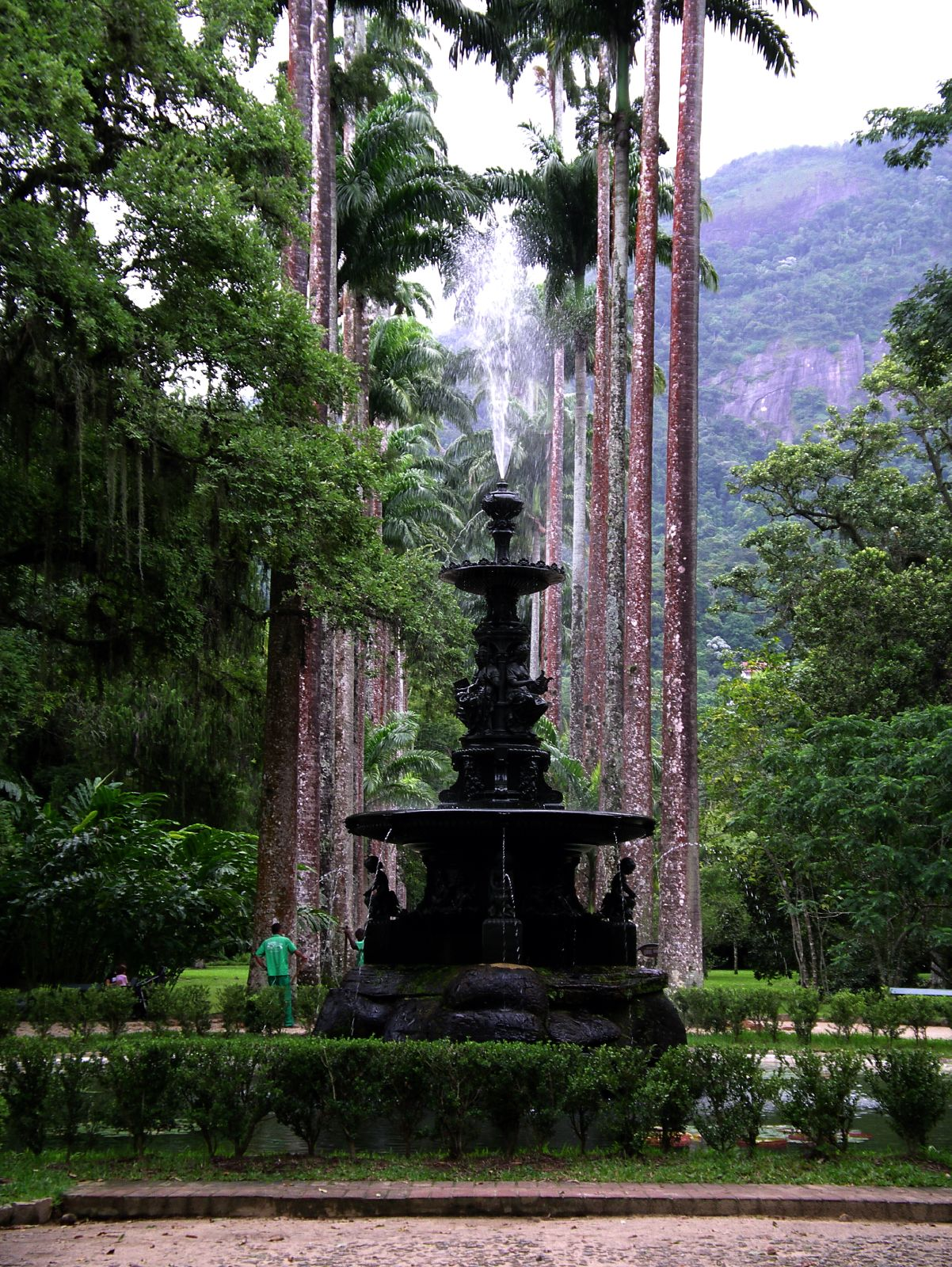
Rio de Janeiros botaniska trädgård

### Zona Sul

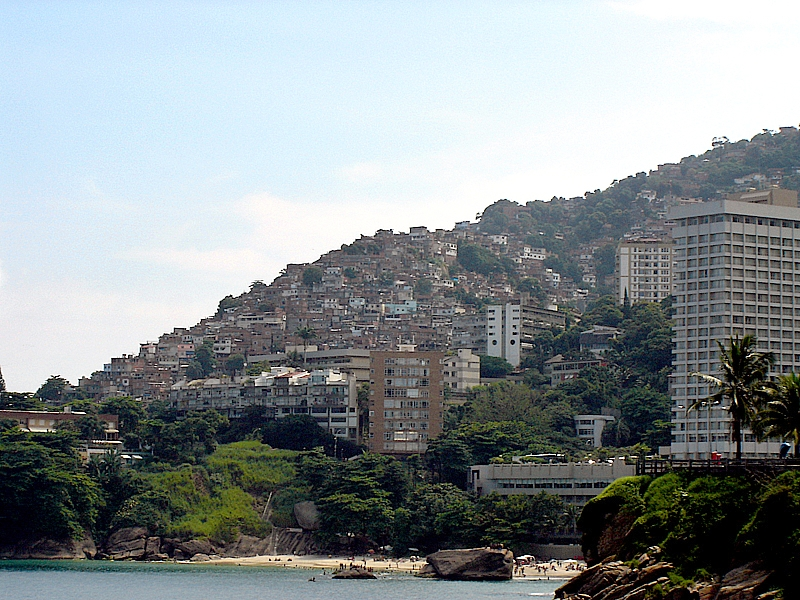
Favela i Rio de Janeiro.

Sydzonen i Rio de Janeiro består av flera distrikt som São Conrado, Leblon, Ipanema, Arpoador, Copacabana och Leme, som utgör Rios berömda stränder. Andra district I sydzonen är Botafogo, Glória, Catete, Flamengo och Urca, som gränsar till Guanabarabukten och Lagoa, Gávea, Jardim Botânico och Laranjeiras.
På stranden Copacabana hålls varje år det spektakulära nyårspartyt (”Reveillon”), där mer än två miljoner människor samlas för att skåda fyrverkerierna. Från och med år 2001 skickas raketerna från båtar för att öka säkerheten.
Norr om Leme, och på gränsen till Guanabarabukten, ligger Morro da Urca och Sockertoppen ('Pão de Açúcar'), vilket bra beskriver utseendet på den berömda klippa som reser ur havet. Toppen kan nås genom en linbana vilket är uppdelad i två delar. Linbanan börjar i Praia Vermelha, med mellanlandning på Morro da Urca. Toppen erbjuder en strålande utsikt över Rio där endast Corcovado med den berömda Kristus-statyn Cristo Redentor är bättre. En av de högsta topparna med 842 meter är Pedra da Gávea i São Conrado. I närheten här är det populärt att segelflyga från klippan Pedra Bonita (den vackra klippan) – efter en kort glidflygning landar man på stranden Praia do Pepino i São Conrado.
Sedan 1961 har Floresta da Tijuca, den näst största urbana skogen i världen, omvandlats till nationalpark. Den största urbana skogen i världen är Floresta da Pedra Branca, som också ligger i Rio.

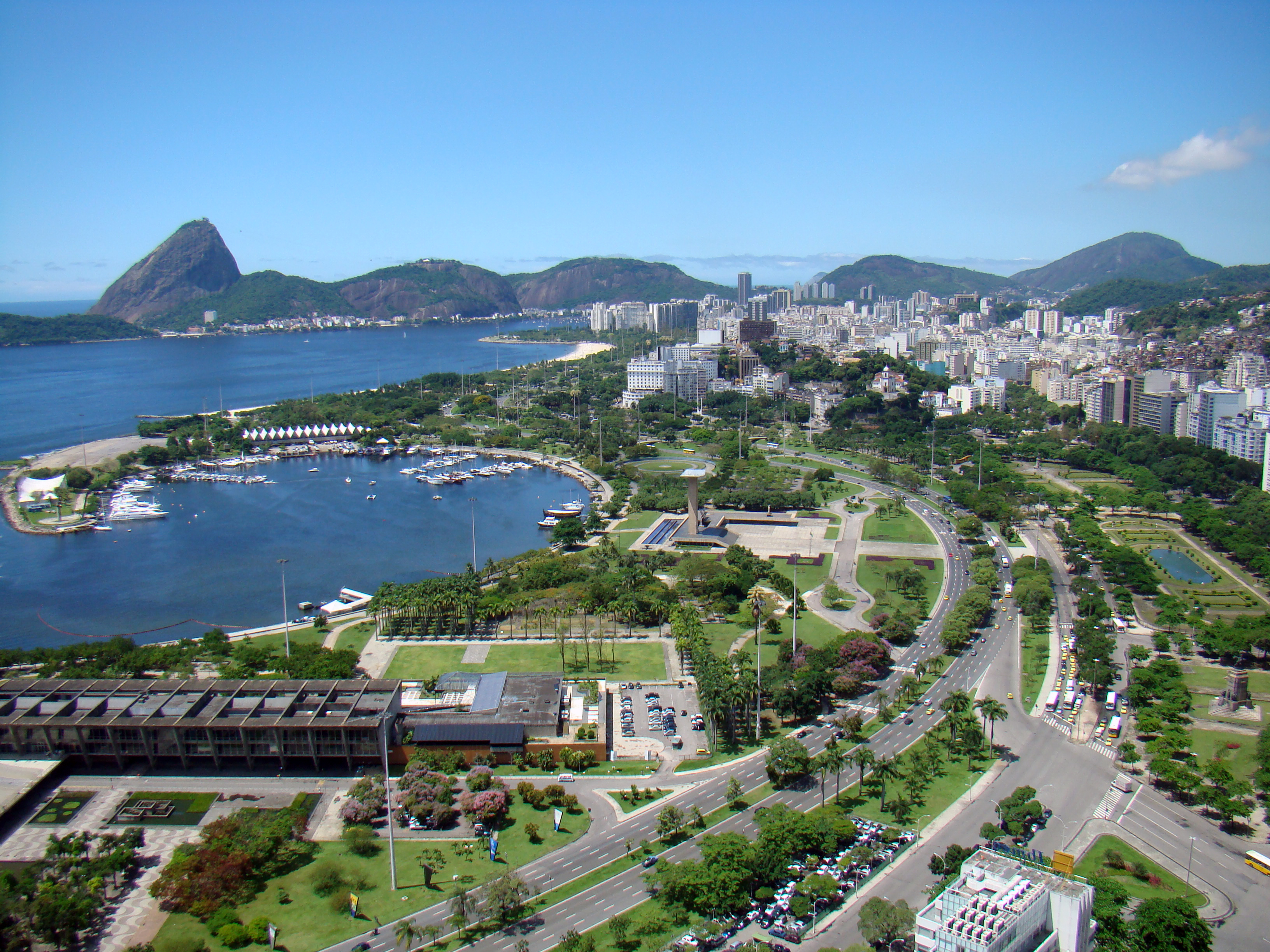
Småbåtshamn i Glória
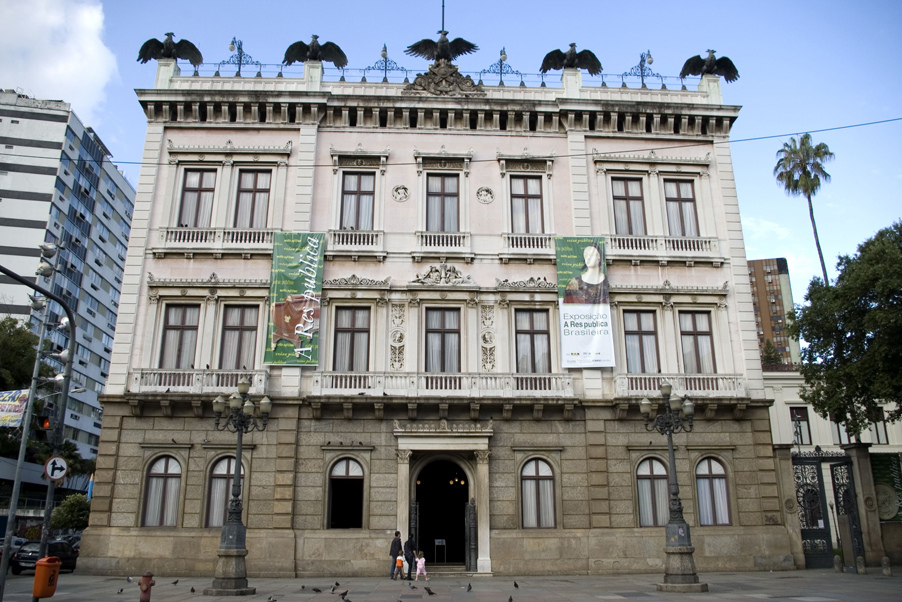
Palácio do Catete i Catete
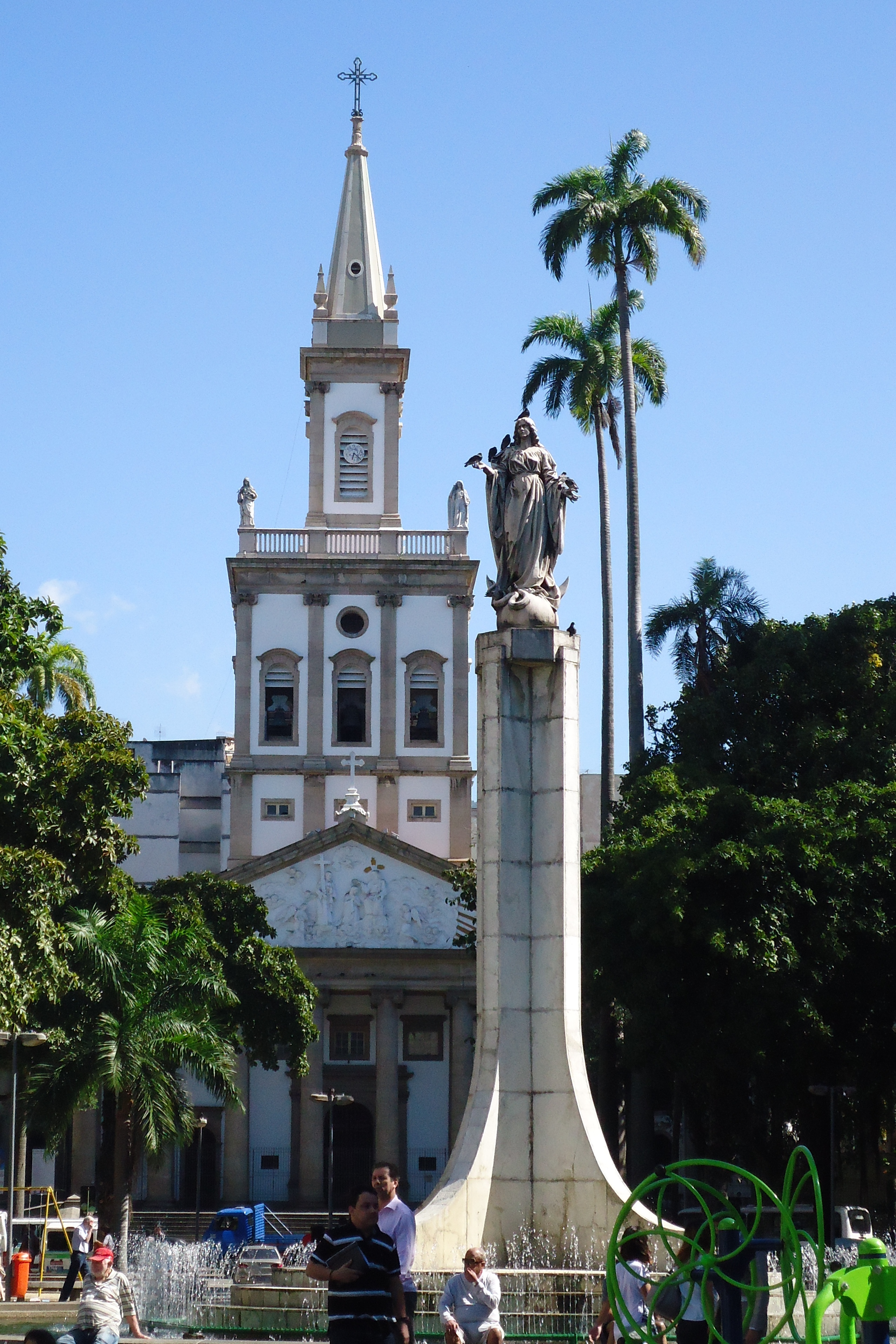
Largo do Machado i Catete
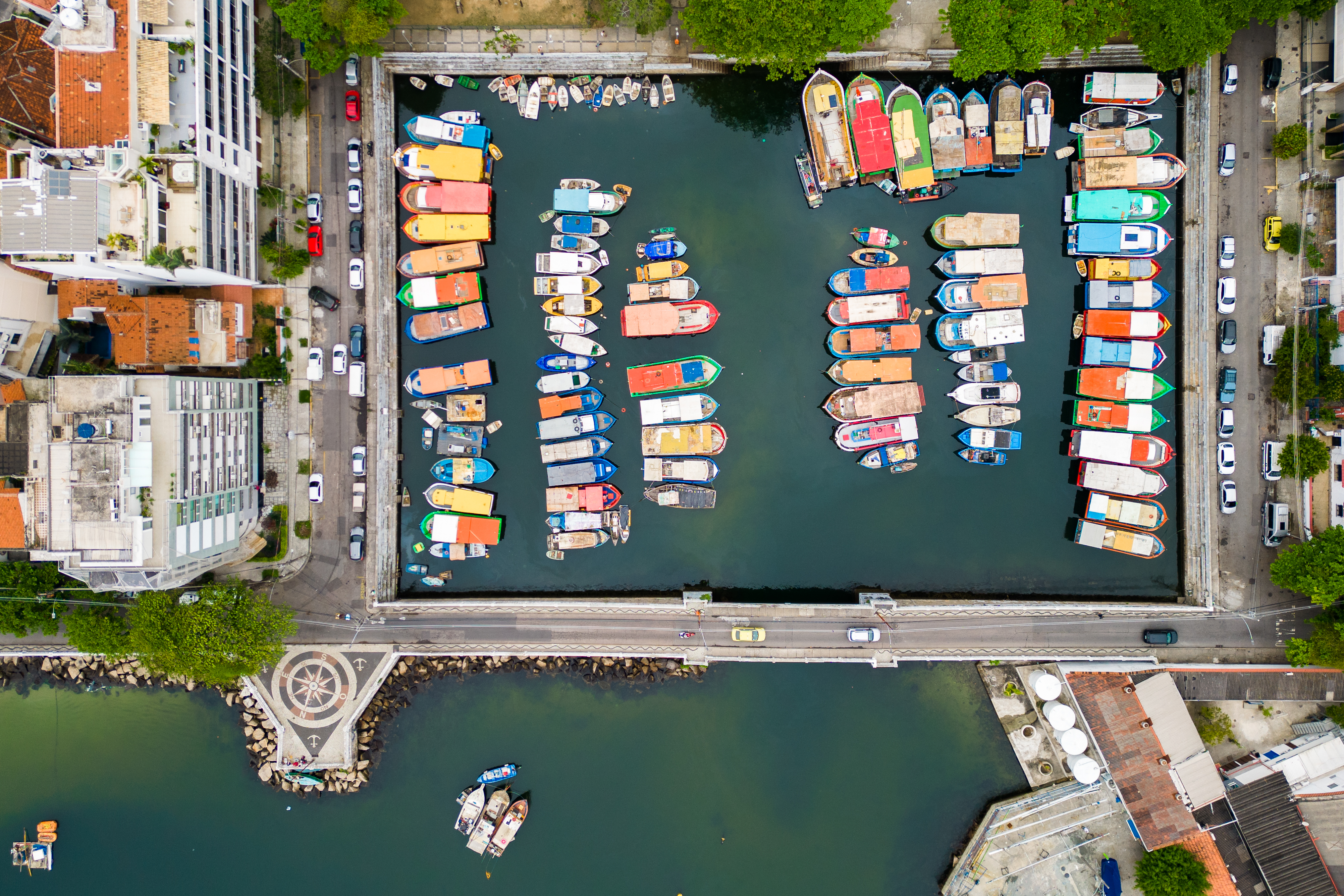
Småbåtshamn nedanför Morro da Urca.

### Zona Norte

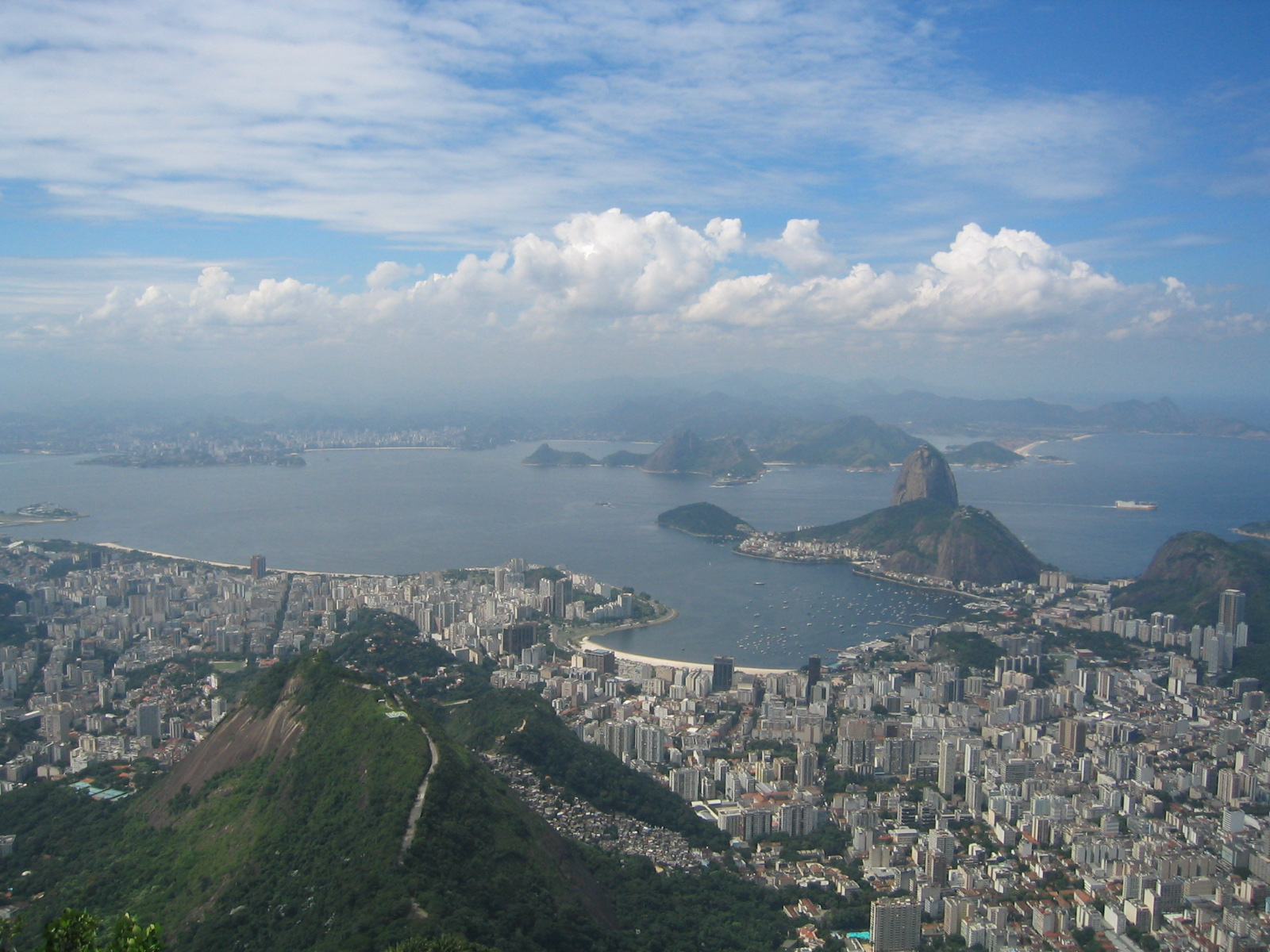
Rio de Janeiro från luften.

I den norra zonen ligger Maracanãstadion, en gång världens största fotbollsstadion. Den största är idag Rungnado-Första majstadion, i Pyongyang, Nordkorea. Maracanãstadion har fått publikkapaciteten reducerad av säkerhetsskäl, men rivningen påbörjades i juni 2011 för renoveringen inför VM i fotboll 2014. En av Rio de Janeiros största affärsgallerior, Shopping Nova América, ligger vid metrostation Nova América/Del Castilho.
Här finns också Brasiliens nationalmuseum i det gamla palatset Paço och forskningsinstitutet Instituto Oswaldo Cruz som arbetar inom biomedicin. Institutets huvudbyggnad ligger i en byggnad som påminner om ett moriskt slott.
Den internationella flygplatsen Rio de Janeiro-Galeãos internationella flygplats och campus för universitetet ligger också i den norra zonen.

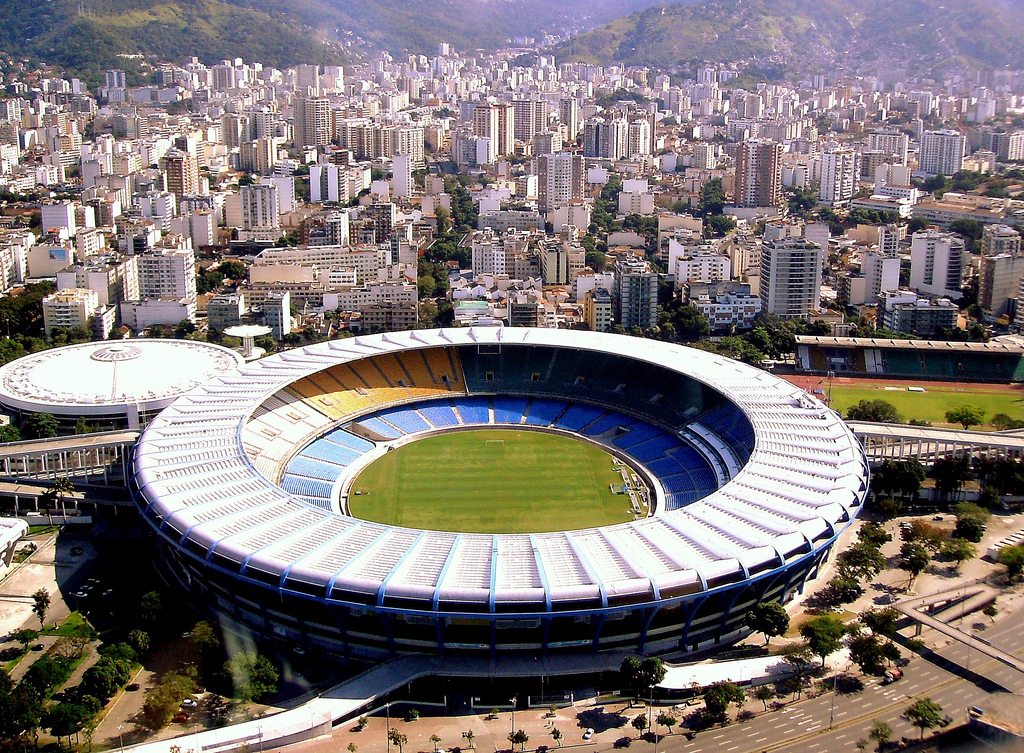
Maracanãstadion
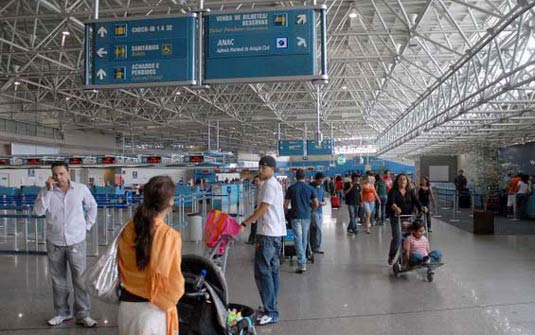
Rio de Janeiro-Galeãos internationella flygplats

### Zona Oeste
Den stora västzonen består av två ganska olika delar, skilda av bergsryggar:
- Norr om bergen, regionerna Santa Cruz och Campo Grande, med arbetsplatser och bostäder för medel- och låginkomsttagare.
- I söder en elegant strandregion runt Barra da Tijuca och Recreio dos Bandeirantes.

### Stränder
- Praia de Copacabana
- Praia de Ipanema
- Praia do Abricó (naturismo)
- Praia da Barra da Tijuca
- Praia do Arpoador

### Storstadsområde
Rio de Janeiros storstadsområde breder ut sig längs atlantkusten och runt Guanabarabukten. Området benämns formellt Região Metropolitana do Rio de Janeiro, och definitionen regleras genom lagar. Vid sammanställningen i slutet av 2015 ingick 21 kommuner i storstadsområdet:
- Belford Roxo, Cachoeiras de Macacu, Duque de Caxias, Guapimirim, Itaboraí, Itaguaí, Japeri, Magé, Maricá, Mesquita, Nilópolis, Niterói, Nova Iguaçu, Paracambi, Queimados, Rio Bonito, Rio de Janeiro, São Gonçalo, São João de Meriti, Seropédica, Tanguá

Folkmängden uppgick till 12 280 703 invånare 2015, på en yta av 6737 km².

## Transporter och infrastruktur

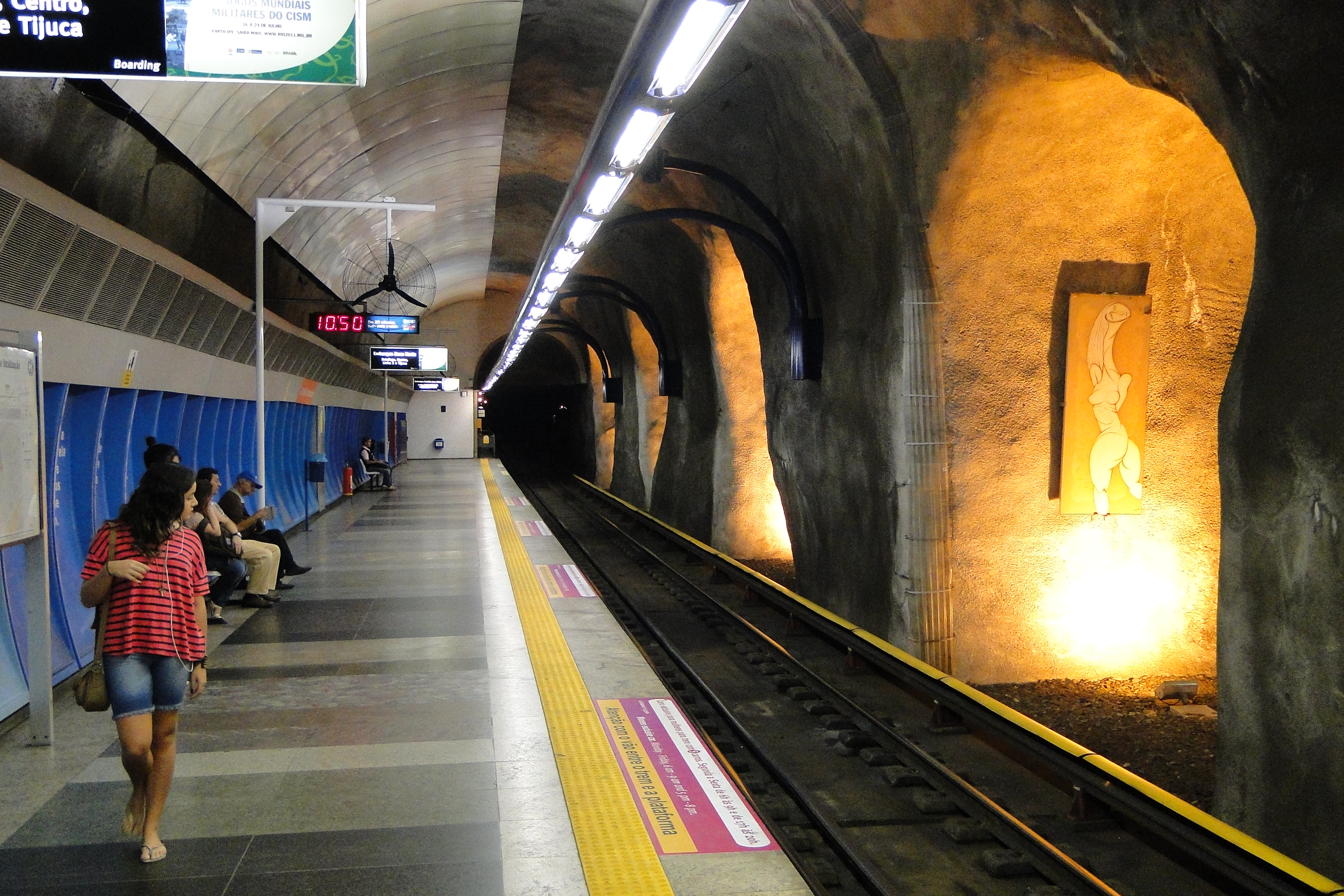
Rio de Janeiros tunnelbana.

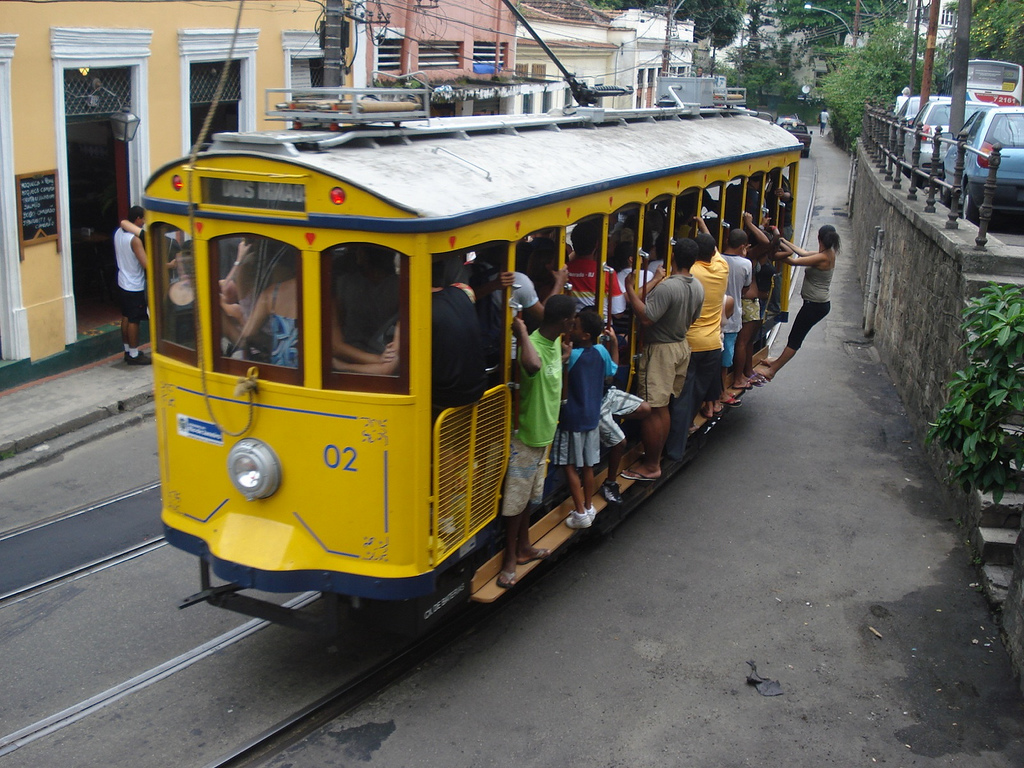
Rio de Janeiros spårvagnar på linjen upp till Santa Teresa.

- Rio de Janeiros tunnelbana är säker och effektiv.
- Det vanligaste transportmedlet förutom privatbilismen är buss.
- Taxi är säker och förhållandevis billig.
- Det finns en spårvagnslinje som går mellan Centro och Santa Teresa.
- Planer finns på att bygga en ny järnväg för snabbtåg från Rio de Janeiro till São Paulo. För ett snabbtåg med toppfart på 280 km/h skulle denna resa ta 1 timma och 30 minuter, vilket också är vad nuvarande regering förespråkar. Brasiliens ledande politiska parti räknade inte med att snabbjärnvägen kan byggas till fotbolls-vm 2014[8], i vilket matcher planeras att spelas i bägge dessa städer.

### Flygplatser
- Galeão International Airport
- Santos Dumont Regional Airport

### Sjöfart
- Rio de Janeiros hamn

## Demografi

### Religion
2013 arrangerades Världsungdomsdagen i staden.

### Utbildning och forskning

#### Allmänna universitet
- Universidade do Estado do Rio de Janeiro (UERJ)
- Universidade Federal do Rio de Janeiro (UFRJ)
- Universidade Federal do Estado do Rio de Janeiro (UniRio)

#### Privata universitet
- Pontifice Universidade Católica do Rio de Janeiro (PUC-Rio)
- UniverCidade
- Universidade Veiga de Almeida (UVA)
- Universidade Candido Mendes (UCAM)
- Universidade Estácio de Sá
- Universidade Santa Úrsula
- Instituto Metodista Bennet
- Faculdade CCAA

## Kultur
I staden anordnas sedan 1700-talet årligen karnevalen i Rio de Janeiro.

### Musik
Den tidigare mest kända musikstil som utvecklades här är samban, även om den ursprungligen kom från Bahia. Den kanske mest kända sången från denna stad är bossa novan Garota de Ipanema (Flickan från Ipanema). Numera har Funk Carioca tagit över som den mest utbredda inhemska stilen.

### Sport
Den mest populära sporten i Rio liksom hela Brasilien är fotboll. De största fotbollsklubbarna är: Botafogo, Flamengo, Fluminense och Vasco da Gama.
Det är vanligt att surfa i Rio med sina många stränder liksom att spela beachvolleyboll och strandfotboll. 
Många utövar racing, brasiliansk jujutsu, segling och rodd. Den för Brasilien specifika kampsporten capoeira är också populär,
Med sina branta klippor som ramar in staden är den perfekt för drakflygning och klättring.
I Rio de Janeiro ligger racerbanan Autódromo Internacional Nelson Piquet, döpt efter den brasilianska racerföraren Nelson Piquet.
Rio de Janeiro var värdstad för olympiska sommarspelen 2016.

### Arkitektur och stadsbild
- Catedral Metropolitana do Rio de Janeiro
- Bonde de Santa Teresa
- Arcos da Lapa
- Igreja da Candelária
- Mosteiro de São Bento
- Passeio Público
- Catedral Mundial da IURD
- Maracanã
- Estádio de São Januário

## Kända Rio-bor
- Adriano Leite Ribeiro, O Imperador, fotbollsspelare – numera med Flamengo.
- Machado de Assis, författare
- Baden Powell, kompositör och musiker
- Bruno Barreto, regissör
- Chico Buarque, artist
- Fernando Henrique Cardoso, sociolog, president under två perioder
- Paulo Coelho, författare
- Carlos Chagas Filho, läkare
- Miguel Gustavo, journalist och kompositör
- Tom Jobim, kompositör och musiker, en av skaparna av Bossa Novan
- Carlos Lacerda, politiker, guvernör i Rio
- Adolfo Lutz, läkare
- Sérgio Vieira de Mello, diplomat
- Fernanda Montenegro, skådespelerska
- Milton Nascimento, sångare och kompositör
- Oscar Niemeyer, arkitekt
- Zeca Pagodinho sambaartist,sångare,kompositör,improvisatör av rang inom samban
- Felipe Perrone, vattenpolospelare
- Kejsare Peter II av Brasilien
- Ivo Pitanguy, plastikkirurg
- Romário, fotbollsspelare
- Ronaldo, fotbollsspelare
- Carolina Solberg Salgado, beachvolleybollspelare
- Walter Salles, regissör
- Silvio Santos, entreprenör, mediamogul och TV-underhållare
- Daniella Sarahyba, fotomodell
- Jô Soares, komiker, TV-stjärna, författare och musiker
- Heitor Villa-Lobos, kompositör
- Vinicius de Morais, författare, poet och musiker
- João W. Nery, författare
- Martinho da Vila, Sångare, kompositör, artist, samba
- Paulinho da Viola, Kompositör, sångare, sambalegend
- Zico, fotbollsspelare
- Armando Freitas Filho, poet